# Neospastis
Neospastis är ett släkte av fjärilar. Neospastis ingår i familjen plattmalar.
Kladogram enligt Catalogue of Life:
| Neospastis | \| \| Neospastis calpidias \| \| \| \| \| \| Neospastis encryphias \| \| \| \| \| \| Neospastis ichnaea \| \| \| \| \| \| Neospastis sinensis \| \| \| \| |
|            | \| \| Neospastis calpidias \| \| \| \| \| \| Neospastis encryphias \| \| \| \| \| \| Neospastis ichnaea \| \| \| \| \| \| Neospastis sinensis \| \| \| \| |
|            | Neospastis calpidias |
|            | |
|            | Neospastis encryphias |
|            | |
|            | Neospastis ichnaea |
|            | |
|            | Neospastis sinensis |
|            | |